# Stadelmaier

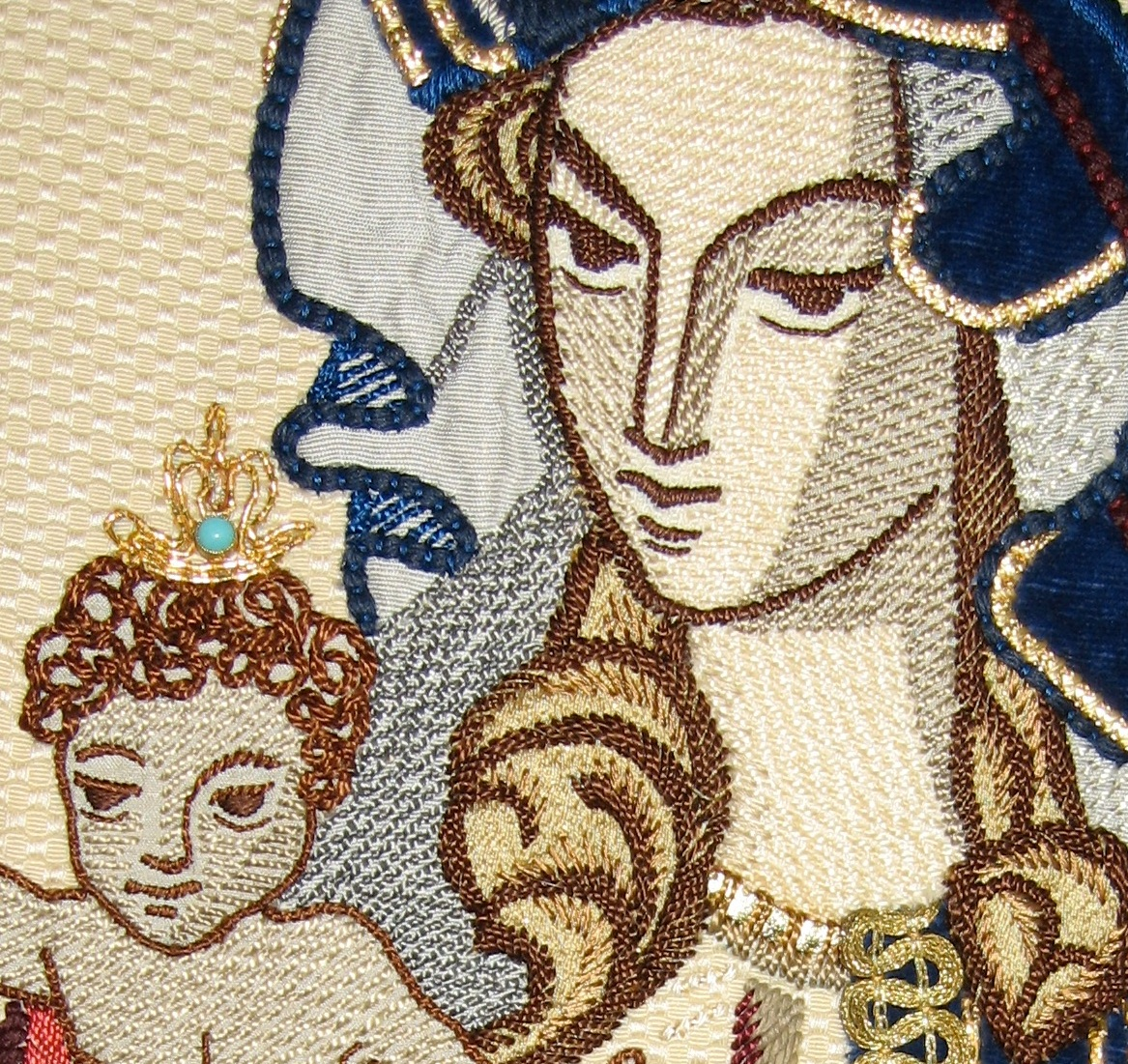
Detail van een borduurwerk van de firma Stadelmaier; 'Our Lady of the Angels', datering 1965. Het borduurwerk, naar een ontwerp van Wim van Woerkom, werd aangebracht op kazuifels.

Stadelmaier B.V. (voordien het Atelier voor Kerkelijke Gewaadkunst A.W. Stadelmaier en van 1977 tot 2004 Stadelmaier Nijmegen B.V.) was een Nederlands familiebedrijf gespecialiseerd in de vervaardiging van liturgische gewaden en andere paramenten, werkzaam van 1930 tot 2010. In zijn 80-jarige bestaan ging het bedrijf tot de top van de paramentenmakers in de wereld behoren met dealers in Italië, Oostenrijk, Duitsland, Engeland, de Verenigde Staten en Canada.

## Oprichting en de ontwikkeling van een eigen stijl
Het echtpaar Arthur Willi Stadelmaier (Pforzheim, 4 november 1901 – Nijmegen, 17 mei 1981) en Magdalena Stadelmaier-Glässner (Groß Wartenberg (het huidige Syców), 27 september 1906 – Nijmegen, 20 september 1989) vestigde zich eind jaren twintig van de twintigste eeuw in Nijmegen. Het echtpaar werd in 1939 genaturaliseerd. Zij begonnen als Nederlandse vertegenwoordigers van Emil Metzner uit Neustadt (Opper-Silezië) (het huidige Prudnik), een bedrijf dat kerkelijk textiel leverde. In oktober 1930 schreef A.W. Stadelmaier zich in bij de Nijmeegse Kamer van Koophandel als atelier en verkoopkantoor voor paramenten en handwerkmaterialen.

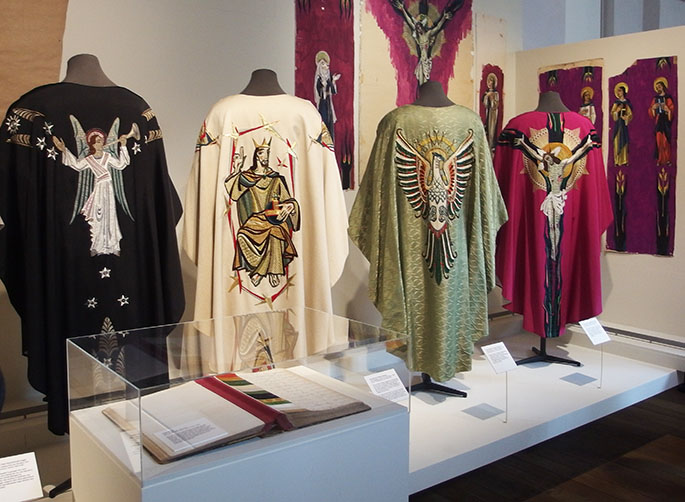
Vier geborduurde gewaden uit de jaren '50 (Stadelmaiertentoonstelling Museum Catharijneconvent, Utrecht, 2015).

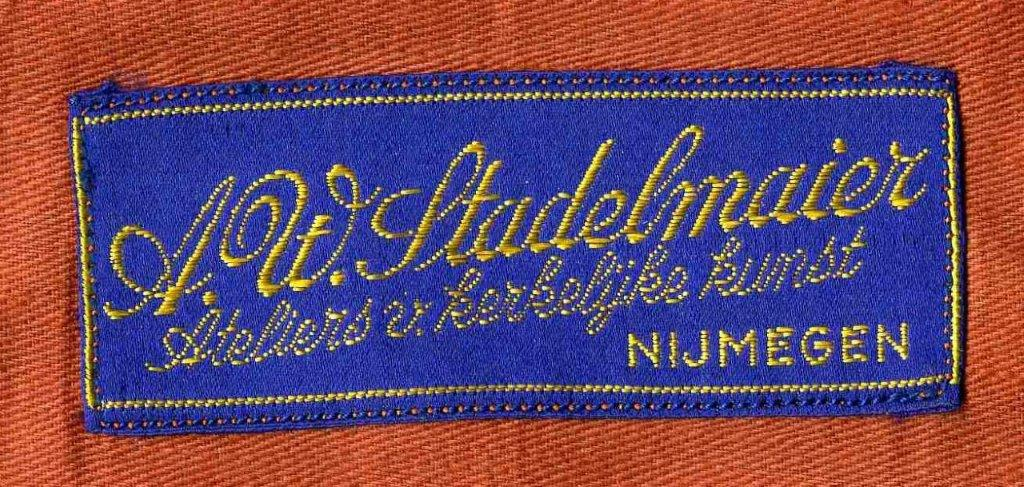
De gewaden van de firma Stadelmaier zijn altijd te herkennen aan een label. Dit blauwe label is een van de vroegste en dateert uit de periode 1930-1935.

Naast de verkoop van paramentstoffen en -onderdelen van de firma Metzner (tot 1934) maakte het bedrijf gewaden naar eigen ontwerp. Magdalena Glässner, die als borduurster was opgeleid door de Ursulinen in Ober-Weistritz (Bystrzyca Górna), had de leiding over het borduuratelier.

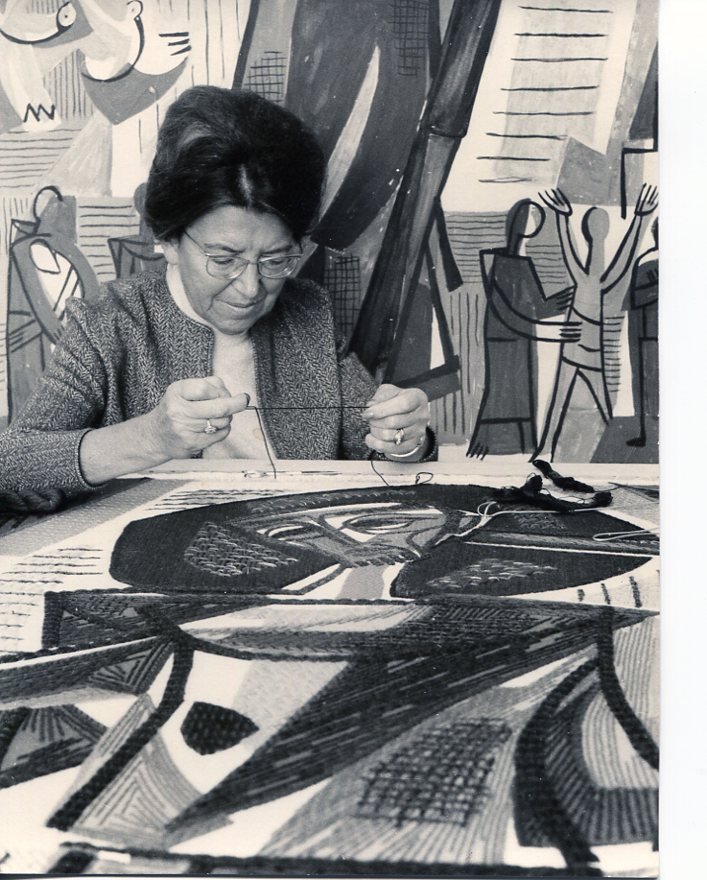
Magdalena Stadelmaier geb. Glässner aan het werk in het atelier aan de Oranjesingel (foto Jan van Teeffelen, ca. 1970).

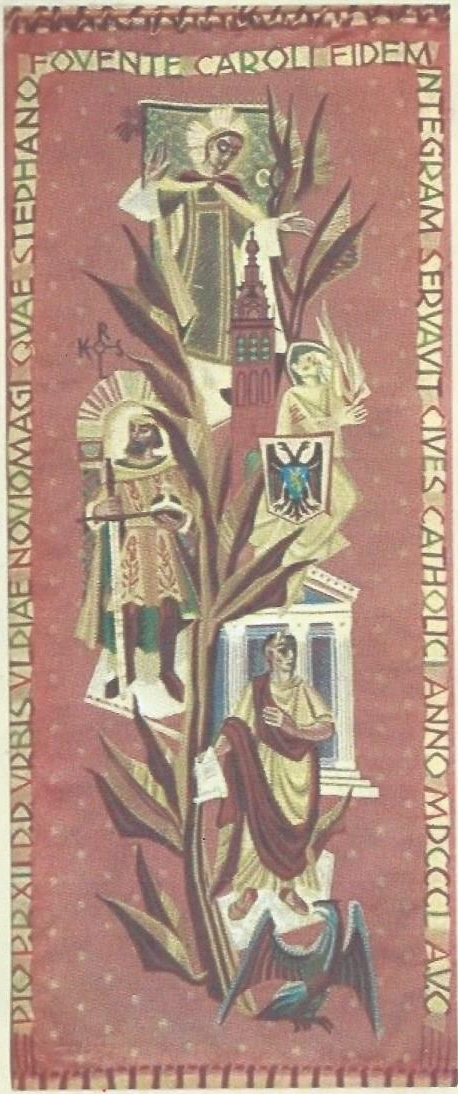
Wandkleed van de firma Stadelmaier aangeboden namens de stad Nijmegen aan paus Pius XII in 1955

De paramenten kregen een duidelijk herkenbare eigen stijl door de samenwerking met de kunstenaar en ontwerper Wim van Woerkom (1905-1998), die in 1936 op freelancebasis werd aangetrokken. Magdalena Glässner bleef verantwoordelijk voor de omzetting van de ontwerpen van Van Woerkom naar borduurwerk. Zij bepaalde de toegepaste borduurtechnieken, kleuren en materialen, en daarmee voor een groot gedeelte de kwaliteit en de uitstraling van de gewaden. Kenmerkend voor het werk van het atelier tot in het begin van de jaren zestig zijn figuren gevormd door expressieve borduursteken over applicaties. De figuren zijn hoekig, met nadrukkelijk aangezette gelaatstrekken en zwarte contourlijnen. Het kleurenpalet droeg bij aan de eigentijdse uitstraling.
Na de Tweede Wereldoorlog legde het bedrijf zich uitsluitend toe op het maken van paramenten, wandkleden en vaandels voor kerkelijk gebruik.

## Werkwijze en eerste bloeiperiode
A.W. Stadelmaier had een uitgesproken bedrijfsvisie: de liturgische gewaden die in het atelier gemaakt werden moesten aan een ambachtelijke maar tevens kunstzinnige kwaliteit voldoen. Vanaf het begin profileerde het bedrijf zich in de markt met breed uitgezette reclamecampagnes rondom belangrijke opdrachten waarin deze visie werd geëtaleerd. Spraakmakende projecten uit de beginperiode waren de gewaden voor de kapellen aan boord van de grote passagiersschepen van de Holland-Amerika Lijn, de Nieuw-Amsterdam (1946) en de Statendam (1957), en het wandkleed met de voorstelling van St. Stefanus, keizer Trajanus en Karel de Grote, naar ontwerp van Van Woerkom (zie afbeeldingen). Dit werd namens katholiek Nijmegen bij gelegenheid van het 1850-jarig stadsjubileum aan paus Pius XII aangeboden.

Ter gelegenheid van het 1850-jarig jubileum van de stad Nijmegen werd een door de firma Stadelmaier vervaardigd wandkleed aan paus Pius XII aangeboden. Op de afbeelding de burgemeester van Nijmegen, C.M.J.H. Hustinx, en rechts A.W. Stadelmaier en Wim van Woerkom, de ontwerper.

Dankzij de uitgesproken stijl, die vernieuwend maar toch 'vroom' werd gevonden, belangrijke opdrachten en regelmatige belangstelling in de pers, kreeg het bedrijf in de jaren vijftig van de twintigste eeuw grote naamsbekendheid.

## Tweede bloeiperiode onder Ben Stadelmaier

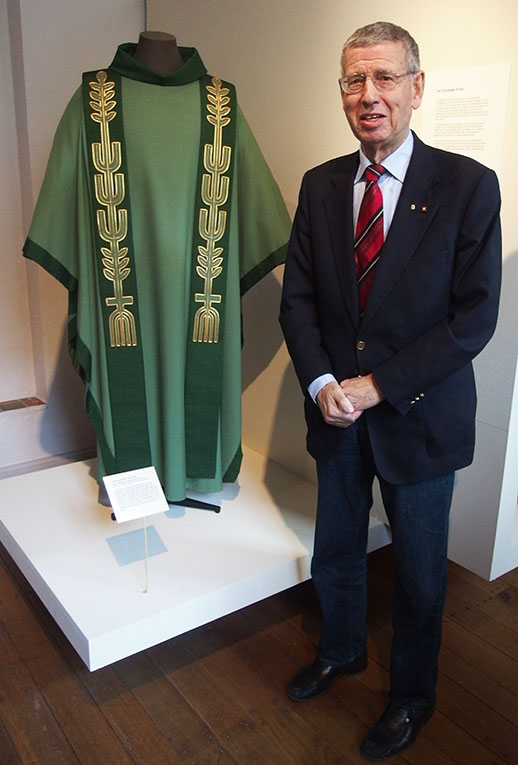
Ben Stadelmaier poserend bij het Nijmeegse model met een buitenstola (Stadelmaier tentoonstelling in Museum Catharijneconvent in Utrecht, 2015).

Bernard Konrad Paul (Ben) Stadelmaier (1934 - 2023) trad in 1954 als vertegenwoordiger in dienst van het bedrijf.  In 1957 wist hij monseigneur Bekkers te bewegen bij zijn inwijding als bisschop van Den Bosch de als modern bekendstaande Stadelmaierparamenten te dragen. Daarnaast was Ben Stadelmaier actief betrokken bij de ontwikkeling van gewaden die pasten bij de nieuwe liturgie, waaronder een gewaad voor de concelebratie. Het zogenaamde Nijmeegs model heeft een opstaande kraag en wordt gedragen met een stola over het gewaad heen. Sinds de introductie in de jaren zeventig van de vorige eeuw is dit type gewaad met een zogenaamde 'buitenstola' wereldwijd nog steeds in gebruik. Dit van de traditie afwijkende gewaad kreeg het pauselijke nihil obstat (geen bezwaar) toen paus Johannes Paulus II het bij zijn bezoek aan Nederland in 1985 droeg. De buitenstola was speciaal voor hem ontworpen met een afbeelding van St.-Willibrord, naar een ontwerp van W. Persey (zie de afbeelding van Paus Johannes Paulus II in de Jaarbeurshal in Utrecht).

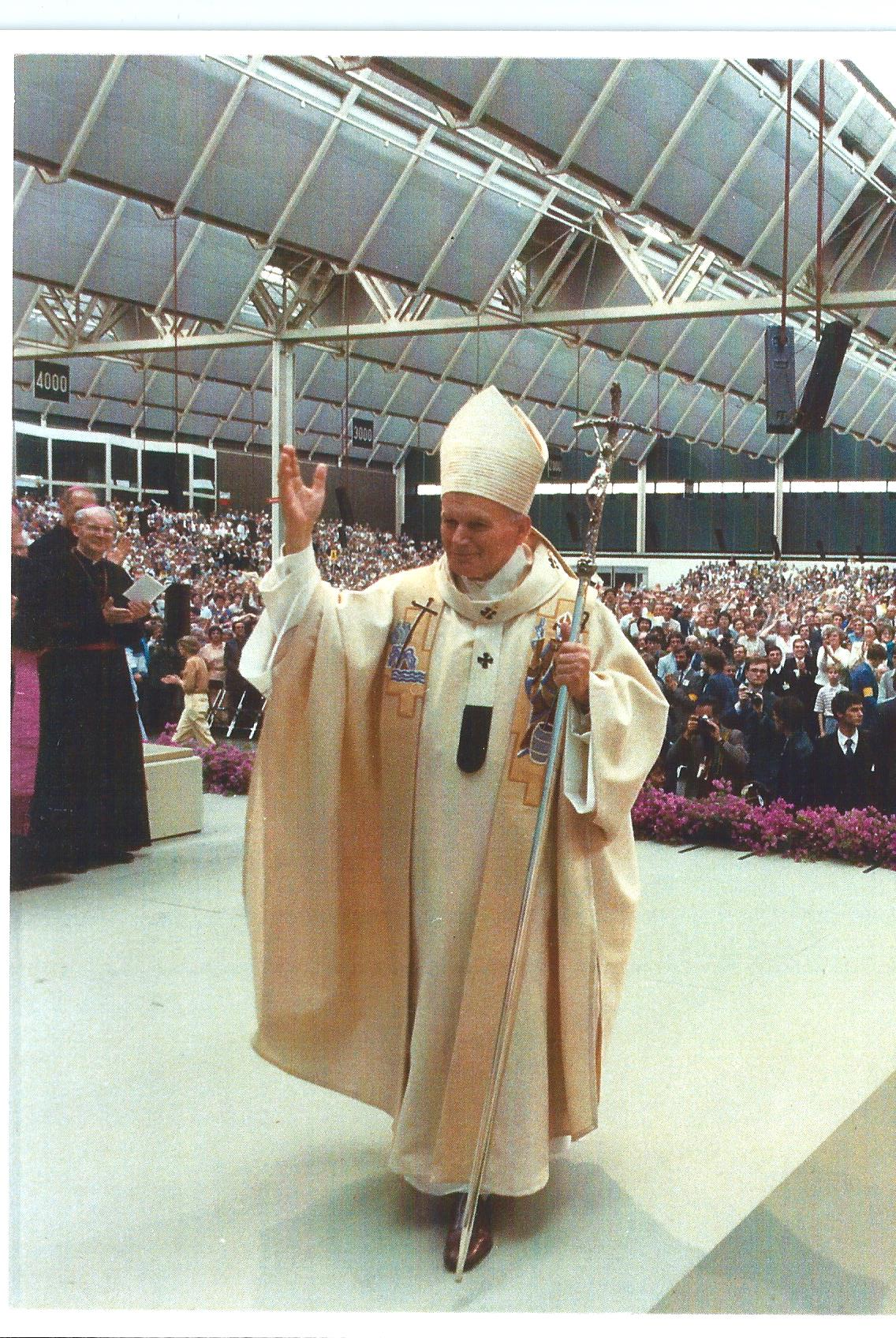
Paus JP II draagt het Stadelmaier model kazuifel met buitenstola en een lage mijter. Een momentum in de kostuumgeschiedenis
van het kazuifel (de Utrechtse Jaarbeurs, 12 mei 1985).

Door verschillende oorzaken raakte de professie van paramentmaker in de jaren zestig in zwaar weer en nam het aantal ateliers snel in aantal af. Een belangrijke oorzaak was de vernieuwing van de liturgie naar aanleiding van het Tweede Vaticaans Concilie. Ben Stadelmaier nam in 1977 samen met zijn vrouw Marianne Stadelmaier-van Baal (1938-2016) het bedrijf van zijn vader over. Hij voerde vernieuwingen door, zoals het gebruik van ongedessineerde lichtgewicht stoffen en promootte het Nijmeegse model op internationaal niveau. Dankzij de uitbreiding van de Amerikaanse afzetmarkt en het succes van de nieuwe gewaadvorm en variaties daarop kende het bedrijf een tweede bloeiperiode.
Vanaf de jaren tachtig stond de firma Stadelmaier bekend om de kwaliteit van zijn gewaden die de schoonheid van de eucharistie benadrukten en werden de sobere maar exclusieve gewaden haute couture voor de geestelijkheid genoemd.

## Megaprojecten in de laatste periode
Onder leiding van Aart Stadelmaier (1965), die in 1997 zijn vader opvolgde, specialiseerde het bedrijf zich in moderne, sobere gewaden voor grote plechtigheden, in het bijzonder voor de Amerikaanse markt. Zo werden in 1999 vijftienhonderd gewaden geleverd voor het bezoek van paus Johannes Paulus II aan Saint Louis (Missouri) en achthonderd bij de opening van de kathedraal van Los Angeles in september 2002. Sinds 1994 werd het specialistische borduurwerk uitgevoerd door een productiebedrijf in Roemenië.

## Opheffing
In 2004 ging het atelier failliet door een afnemende markt en slechte bedrijfsresultaten. In afgeslankte vorm maakte het bedrijf een doorstart en werd de gehele productie naar Roemenië verplaatst. Op 21 december 2010 werd Stadelmaier B.V. definitief failliet verklaard. Op 4 februari 2011 werden het merk en de modellen door de curator verkocht aan de Belgische bedrijven Kunstateliers Slabbinck en Arte Grossé.
Het Katholiek Documentatie Centrum (KDC) beheert het archief van Stadelmaier BV, bestaande uit tekeningen/ontwerpen en bedrijfseconomische documenten. Tevens beheert het archivalia van het Kevelaerse atelier J.W. van den Wyenberg.

## Bekende geestelijken die Stadelmaiergewaden droegen
- 1957: mgr. Bekkers bij zijn wijding als bisschop van 's-Hertogenbosch
- 1958: kardinaal Alfrink bij het Mariacongres in Nijmegen
- 1960 en 1965: paus Paulus VI
- 1985: paus Johannes Paulus II bij zijn bezoek aan de Nederlandse Kerkprovincie
- 1999: paus Johannes Paulus II bij zijn bezoek aan de VS
- 2008: paus Benedictus XVI bij zijn bezoek aan de VS

## Belangrijke werken
- 1941: St.-Matthiasvaandel Weert
- 1946: Holland America Lijn: m.s. Nieuw Amsterdam, uitrusting van de scheepskapel
- 1955: paus Pius XII,Vaticaanstad: Wandkleed Nijmegen 1850 jaar
- 1957: mgr. Bekkers, Den Bosch: modern inwijdingsgewaad
- 1957: Holland America Lijn: m.s. Statendam, m.s. Maasdam en m.s. Rotterdam, uitrusting van de scheepskapellen
- 1959: Cardinaal Gracias, Bombay: pontificaal gouden stel
- 1960: paus Paulus VI, Vaticaanstad: Kazuifel Christus Koning
- 1961: Beckenried, Zwitserland: drie wandkleden van 300 cm hoog met afbeeldingen van de drie Aartsengelen
- 1965: aartsdiocees Los Angeles (VS): elf concelebratiegewaden waarvan een voor paus Paulus VI
- 1970: introductie van het Nijmeegs model met een overstola
- 1983: St. Mary's Kathedraal, San Francisco: vijftig kazuifels voor de Concelebratie
- 1985: bezoek paus Johannes Paulus II aan Nederland; alle paramenten voor de erediensten in Utrecht, Den Haag, Maastricht, Beek (L.), totaal rond 200 paramenten
- 1993: Miami (VS), pontificale set
- 1995: bezoek paus Johannes Paulus II aan New York, 1000 gewaden met Diocesaan Wapen
- 1999: bezoek paus Johannes Paulus II aan St. Louis (Mi.), 1200 gewaden
- 2003: inwijding van de Los Angeles Kathedraal (VS), 800 gewaden
- 2008: bezoek paus Benedictus XVI aan de VS, totaal 3300 paramenten, waaronder 400 mijters

## Tentoonstellingen
- 1950: Utrecht, Religieus Kunstnaaldwerk
- 1979: München (D.), Liturgische Kleidung
- 1991: Nijmegen, Traditie & Mode in de Paramentiek
- 1992: Kevelaer (D.), Textile Kostbarkeiten von 1842 bis Morgen
- 2004: Krefeld (D.), Liturgie Gewänder
- 2008: Los Angeles (VS), For the Greater Glory of God
- 2015: Utrecht, Museum Catharijneconvent, Atelier Stadelmaier, Hemelse mode rond het altaar

## Vestigingsadressen
- 1930-1934: ASTAN, Hazenkampscheweg 83, Nijmegen
- 1934-1953: A.W. Stadelmaier, St. Annastraat 59, Nijmegen
- 1953-2004: A.W. Stadelmaier, Oranjesingel 65, Nijmegen
- 1985-2010: Kevelaer Fahnen & Paramenten, Kapellenplatz 27, Duitsland
- 1996-1999: Stadelmaier Köln, Marzellenstrasse 35-43 (winkel)
- 1999-2004: Stadelmaier Nijmegen, Lagelandseweg 61
- 1999-2010: AstaRom, Satu Mare, Roemenië (borduuratelier)
- 2000-2003: 5th Avenue, New York (winkel P. Baker & Son)
- 2000-2012: Stadelmaier USA, 2723 Joan Ave., Bellevue, NE.
- 2000-2007: Stadelmaier Amsterdam, Nieuwezijds Voorburgwal 383 (winkel)
- 2004-2010: A. Stadelmaier, Dorpsstraat 112, Nijmegen (de voormalige Nederlands Hervormde kerk in Neerbosch, atelier en winkel)

## Ontwerpers (selectie)
- 1936-1967: Wim van Woerkom, Nijmegen (1905-1998), kunstschilder-glazenier
- 1967-1997: Werner Persy, Trier (1924), kunstschilder-graveur-glazenier
- 1970: Franz Pauli, Brauweiler (1927-1970), glazenier
- 1977-1982: Ferdinand Zipper, Oosterbeek (1911-1985), kunstenaar-ontwerper
- 1990-1998: Marijke van Baalen, Nijmegen (1958), kunstschilder
- 2002-2004: Jan-Herman Lamers, Druten (1959), stylist